# 弔鐘はるかなり
『弔鐘はるかなり』（ちょうしょうはるかなり）は、日本のハードボイルド・推理作家北方謙三の長編ハードボイルド小説、冒険小説、アクション小説。

## 概要
北方謙三のハードボイルド小説でのデビュー作。大学時代より純文学を執筆していた北方であったが、「本当に書きたいものを書くラストチャンス」として長編エンターテイメントの執筆に着手する。3作書き上げた中から、『第二誕生日』という作品を手直しして出すことになり、『弔鐘はるかなり』と改題した。初出版がいきなり長編という、異例のデビューとなる。帯コピーは“ハードボイルドの新星”。
北方は本作の発表により純文学と決別、以後『ブラディ・ドール』シリーズや『檻』などのベストセラー作品を多数発表、日本を代表するハードボイルド作家となる。しかし、当初はハードボイルドを書いているつもりはなく、日活映画のようなアクションものを意識していたという。実際、北方はアメリカン・ハードボイルドの大御所レイモンド・チャンドラーの名さえ知らなかったという。

## あらすじ
元刑事がかつての敵を追う。そのうちに、4年前の不可解な事件の黒幕が浮かび上がる。

## 出版履歴
- 1981年 集英社より単行本刊行。
- 1985年 集英社文庫版刊行。

## 漫画版
影丸譲也の作画による。単行本は実業之日本社より、全4巻が刊行された。
- 弔鐘はるかなり 1（1984年12月）
- 弔鐘はるかなり 2（1985年1月）
- 弔鐘はるかなり 3（1985年4月）
- 弔鐘はるかなり 4（1985年7月）